# Spoorlijn 270 (België)
Spoorlijn 270 is een industrielijn in Ruisbroek (Puurs-Sint-Amands). Ze takt af van Spoorlijn 52 en verbindt deze lijn met de nabijgelegen fabriek van het chemieconcern Prayon en Mouterij Albert. De aftakking ligt echter wel omgekeerd (gezien de richting van Boom, van waaruit de bediening gebeurt), daarom moeten treinen die deze lijn bedienen kop maken na de wissel die toegang geeft tot de lijn. De lijn is 1 km lang en enkelsporig. De maximumsnelheid bedraagt 5 km/u.

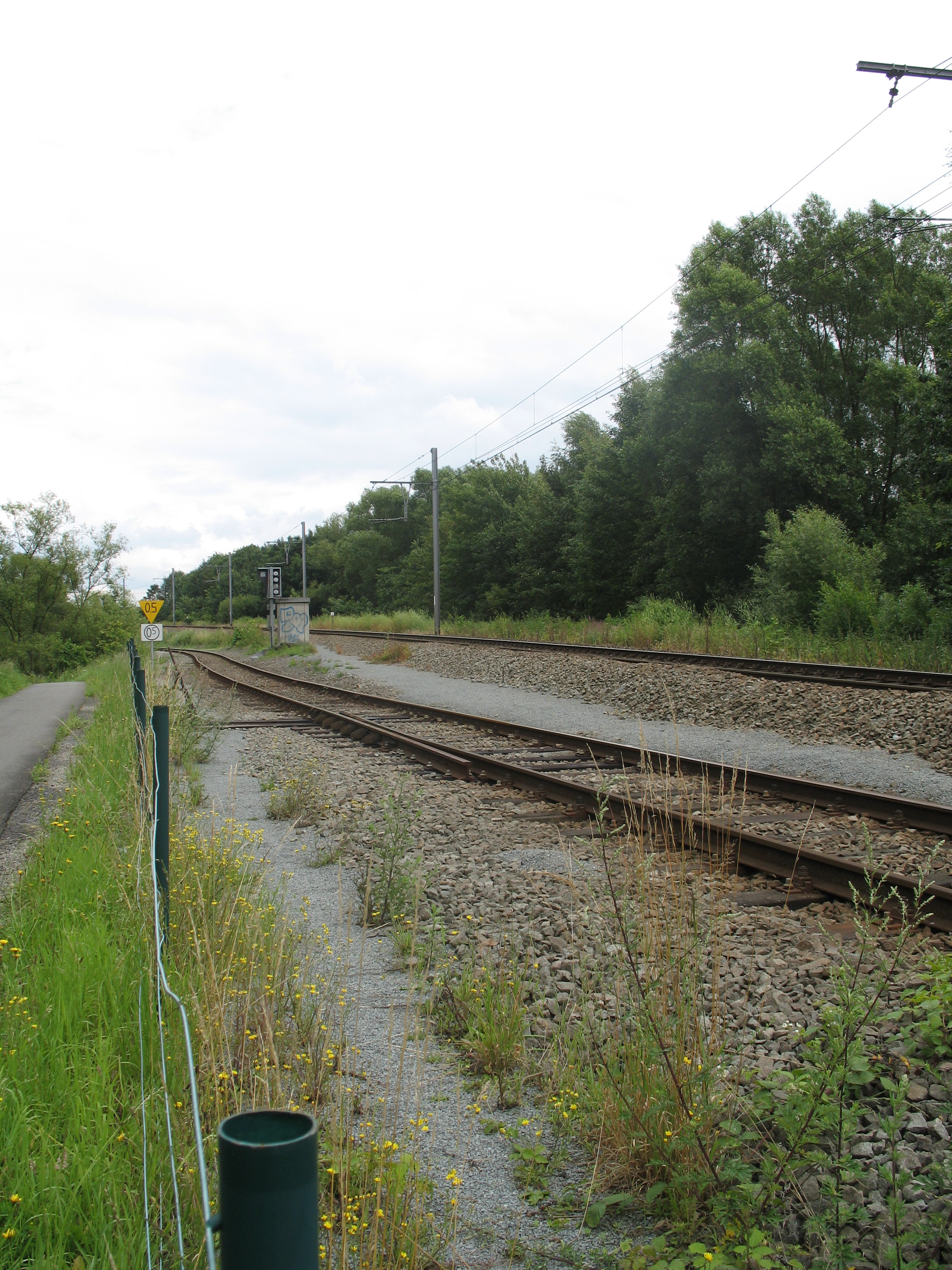
Spoorlijn 270. Rechts is spoorlijn 52 te zien.

De site van Prayon wordt 2 maal per dag bediend door B-Cargo. Deze treinen worden getrokken door een locomotief van de reeks 77 en bestaan uit ten minste 2 ketelwagens. De bediening gebeurt sinds de herstelling van de Kanaalbrug in 1998 terug vanuit het station Boom, daarvoor gebeurde dat vanuit station Merelbeke met een locomotief van de reeks 51 of 62.

## Aansluitingen
In de volgende plaats is er een aansluiting op de volgende spoorlijn:
Y Sauvegarde
Spoorlijn 52 tussen Antwerpen-Zuid en Dendermonde